# Temas LGBT na ficção especulativa
Temas LGBT na ficção especulativa referem-se à incorporação de temas lésbicos, gays, bissexuais ou transgêneros (LGBT) na  ficção científica, fantasia, ficção de horror e gêneros relacionados. Tais elementos podem incluir um personagem LGBT como protagonista, explorar a sexualidade ou gêneros que se afastam do heteronormativo.
A ficção científica e a fantasia têm sido, tradicionalmente, puritanas, gêneros destinados a leitores masculinos, e podem ser mais restritas do que a literatura de não-ficção, por suas convenções e o efeito que estas convenções têm nas representações de sexualidade e gênero. No entanto, a ficção especulativa também dá aos escritores e leitores, a liberdade para imaginar sociedades que são diferentes das culturas da vida real. Esta liberdade faz da ficção especulativa um meio útil de análise do viés sexual, forçando o leitor a reconsiderar seus pressupostos culturais heteronormativos. Também foi alegado por críticos como Nicola Griffith, que os leitores LGBT se identificam fortemente com mutantes, alienígenas e outros personagens estranhos encontrados na ficção especulativa.
Antes da década de 1960, a sexualidade explícita de qualquer tipo, era rara na ficção especulativa, porque as editoras controlavam o que era publicado para tentar proteger o seu público-alvo, leitores adolescentes do sexo masculino. Com o número de leitores mais amplo, tornou-se possível incluir personagens que foram homossexuais disfarçavelmente, embora estes tendiam a ser vilões e as lésbicas permaneceram quase inteiramente sem representação. Na década de 1960, a ficção científica e a fantasia começaram a refletir as mudanças e reivindicações dos movimento dos direitos civis e o surgimento de uma contracultura. A New Wave e autoras de ficção científica feminista criaram culturas em que a homossexualidade, bissexualidade e uma variedade de modelos de gênero eram a norma, e representações simpáticas de sexualidades alternativas eram comuns.
A partir da década de 1980, a homossexualidade ganhou muito mais ampla aceitação no mainstream, e foi, muitas vezes, incorporada em outra formas convencionais de histórias na ficção especulativa. As obras emergiram para além da simples representação da homossexualidade e passaram explorar as questões específicas e relevantes para a comunidade LGBT. Este desenvolvimento foi ajudado pelo crescente número de autores abertamente gays ou lésbicas e a sua rápida aceitação pelo fandom de ficção especulativa. Surgiram revistas e publicações especializadas em conteúdo gay e uma série de prêmios reconhecendo as realizações LGBT no gênero. Como consequência, no século XXI, uma flagrante homofobia não é mais considerada aceitável pela maioria dos leitores de ficção especulativa. A inclusão de temas LGBT em quadrinhos, televisão e cinema continua a atrair a atenção da mídia e controvérsia, enquanto a percepção da ausência de representação, junto com as representações irreais, provocam críticas das fontes LGBT.

## Análise crítica

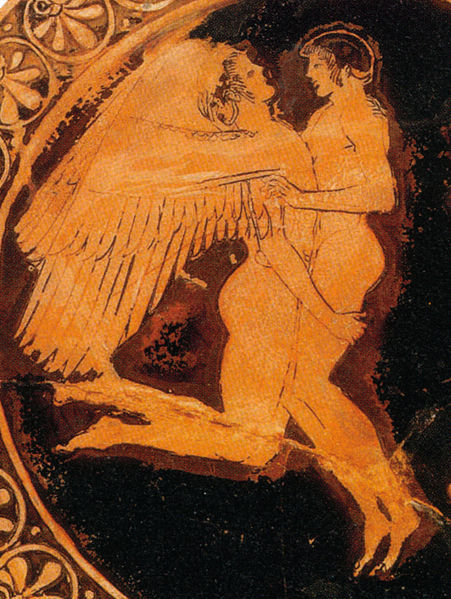
Ventos e Jacinto: A mitologia grega, que muitas vezes apresenta homossexualidade, é uma fonte moderna na ficção especulativa e suas figuras míticas continua a aparecer em histórias de fantasia.

Como gêneros da literatura popular, a ficção científica e a fantasia, muitas vezes parecem mais restrita do que a literatura sem-gênero, por suas convenções na caracterização e os efeitos que estas convenções têm em representações de sexualidade e gênero. A ficção científica em particular, tem sido, tradicionalmente, um gênero puritano, orientada para leitores masculinos. O sexo é muitas vezes ligada ao nojo na ficção-científica e horror, e obras com base em relações sexuais têm sido evitadas, principalmente nas narrativas de fantasia. Por outro lado, a ficção científica e a fantasia também pode fornecer mais liberdade do que a realista literatura por imaginar alternativas para o padrão dos pressupostos heterossexuais e da masculinidade que permeiam muitas culturas. A homossexualidade é agora aceita e característica comum na ficção científica e literatura fantástica, devido a influência do movimento de libertação gay e feministas lésbicas.
Na ficção especulativa, a extrapolação permite os autores não focar na maneira como as coisas são (ou foram), mas sobre a maneira como as coisas poderiam ser diferentes. Darko Suvin chama de "cognitivo estranhamento": o reconhecimento de o que estamos lendo não é o mundo como nós o conhecemos, mas um mundo cujas diferenças nos força a repensar o nosso próprio com uma perspectiva de fora. Quando a extrapolação envolve a sexualidade ou gênero, ele pode forçar o leitor a reconsiderar seus pressupostos culturais heteronormativos; a liberdade para imaginar sociedades diferentes da vida real faz da ficção científica uma ferramenta eficaz para o exame do viés sexual.
Apesar da liberdade oferecida pelos gêneros, personagens gays muitas vezes permanecem artificial e estereotipados, e a maioria das histórias de ficção especulativa continuam os pressupostos heteronormativos. Sexualidades alternativas têm sido geralmente apresentadas alegoricamente, ou pela inclusão de personagens LGBT sem entrar em contradição contra os pressupostos sobre os papéis de gênero. Obras que apresentam personagens gays são mais propensos a serem escritos por mulheres, e de serem vistas destinadas a outras mulheres ou meninas; Grandes autores masculinos são menos propensos a explorar a temática homossexual.
A ficção especulativa tem sido, tradicionalmente, "em linha reta (hétero)"; Samuel R. Delany tem escrito que a comunidade de ficção científica é predominantemente composta de homens brancos e heterossexuais, mas que a proporção das minorias, incluindo os homossexuais, é geralmente mais elevada do que a encontrada em outros grupos "literário". A inclusão de homossexualidade na ficção especulativa tem sido descrito na Science Fiction Culture como "às vezes atrasada em relação à população em geral, às vezes, movendo-se a frente". Nicola Griffith tem escrito que leitores LGBT tendem a se identificar fortemente com mutantes, alienígenas e personagens que vivem a margem da sociedade na ficção científica. Em comparação, Geoff Ryman afirmou que os gays e o mercado de gêneros de SF (ficção especulativa em inglês) são incompatíveis com os livros que estão sendo comercializados como um ou outro, mas nunca ambos, e David Seed afirmou que os puristas de SF têm negado que temas de soft ficção científica e grupos marginalizados (incluindo, "gay SF") é ficção científica "real". A ficção científica para gays e lésbicas tem sido por vezes agrupadas como distintos subgêneros da ficção, e tem alguma tradição em editoras independentes e prêmios.

## Literatura

### Proto-ficção especulativa

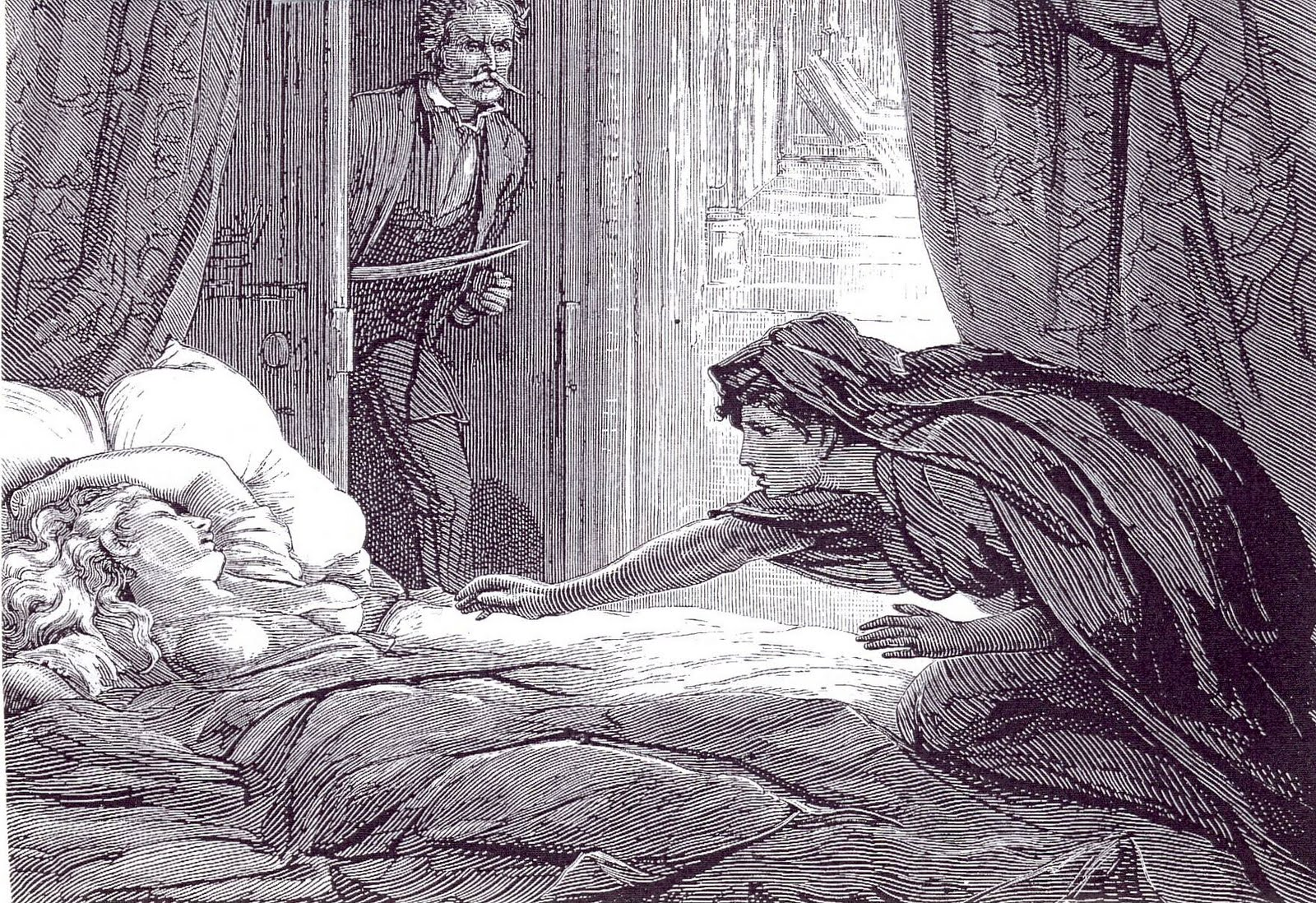
Ilustração de D. H. Friston, na primeira publicação da novela de vampira lésbica, Carmilla na revista The Dark Blue em 1872.

História verdadeira do escritor grego Luciano (120-185 d.c), tem sido chamado de o mais antigo exemplo sobrevivente de ficção científica e a primeira "história gay de ficção científica". O narrador é, de repente, envolvido por um tufão e levado até a lua, que é habitada por uma sociedade de homens que estão em guerra com o sol. Depois que o herói se distingue em combate, o rei dá-lhe o seu filho, o príncipe em casamento. Toda a sociedade masculina se reproduz (apenas crianças do sexo masculino), nascendo a partir da coxa ou através do crescimento de uma criança a partir de uma planta produzida pelo plantio do testículo a esquerda do solo da lua.
Em outras obras iniciais de ficção especulativa, o sexo em si, de qualquer tipo, foi equacionado com base em desejos ou "bestialidades", como em Gulliver's Travels, que contrasta os Yahoo, animalescos e abertamente sexuais, com os reservados e inteligentes Houyhnhnms. O tratamento franco dos temas sexuais na literatura antes do século XIX foi abandonada na ficção especulativa, embora Wendy Pearson tenha escrito que as questões de gênero e sexualidade têm sido centrais para SF, desde a sua criação, mas foram ignoradas por leitores e críticos, até ao final do século XX. Os primeiros trabalhos que continham temas LGBT, mostraram que personagens homossexuais eram moralmente impuros, incluindo a primeira história de vampira lésbica, Carmilla (1872) por Sheridan Le Fanu e O Retrato de Dorian Gray (1890) por Oscar Wilde, que chocou os leitores contemporâneos com a sua sensualidade e personagens abertamente homossexuais.
An Anglo-American Alliance (1906), romance de Gregory Casparian, foi a primeira obra de ficção especulativa americana a retratar abertamente um relacionamento lésbico romântico.

### A era pulp (1920–30)
Durante a era pulp, a sexualidade explícita de qualquer tipo era rara no gênero de ficção científica e fantasia. Por muitos anos, os editores que controlavam o que foi publicado, pensaram que eles tinham de proteger seu público-alvo, leitores jovens do sexo masculino. Embora as capas de alguns revistas pulp dos anos 30, mostraram mulheres seminuas ameaçadas por alienígenas, elas era muitas vezes mais dramática do que os conteúdos das revistas. Em tal contexto, escritores como Edgar Pangborn, que contavam amizades apaixonadas entre homens em suas obras, foram raros; incluir algo como um beijo teria sido demais. Porém, seja expressada ou disfarçada, a sexualidade foi tão importante quanto passou a ser revelada abertamente. Como tal, a ficção especulativa reflete os costumes sociais do dia a dia, fazendo um paralelo com preconceitos comuns; Isto foi particularmente forte na ficção pulp, mais do que em outras obras literárias da época.
Como os dados demográficos dos leitores foram ampliados, tornou-se possível incluir personagens que foram mais ou menos homossexuais, mas estes, de acordo com as atitudes da época, tendiam a ser os vilões: maus, dementes, ou estereótipos afeminados. O papel mais popular de homossexual foi como um 'decadente senhor\violentador de servos', cuja tirania era derrubada pelo herói jovem heterossexual. Durante este período, as lésbicas estavam quase sem representação seja como heroínas ou vilãs.
Um dos primeiros exemplos do gênero de ficção científica que envolve um desafio em relação a sexualidades não-convencionais é Odd John (1935), por Olaf Stapledon. John é um mutante com extraordinárias habilidades mentais que não vai permitir a si mesmo ser vinculado por muitas das regras impostas pela sociedade britânica do seu tempo. O romance implica fortemente que ele seduz um menino mais velho que se torna dedicado a ele, mas também sofre com a afronta que a relação cria a sua própria moral.

### A Era de Ouro (1940–50)

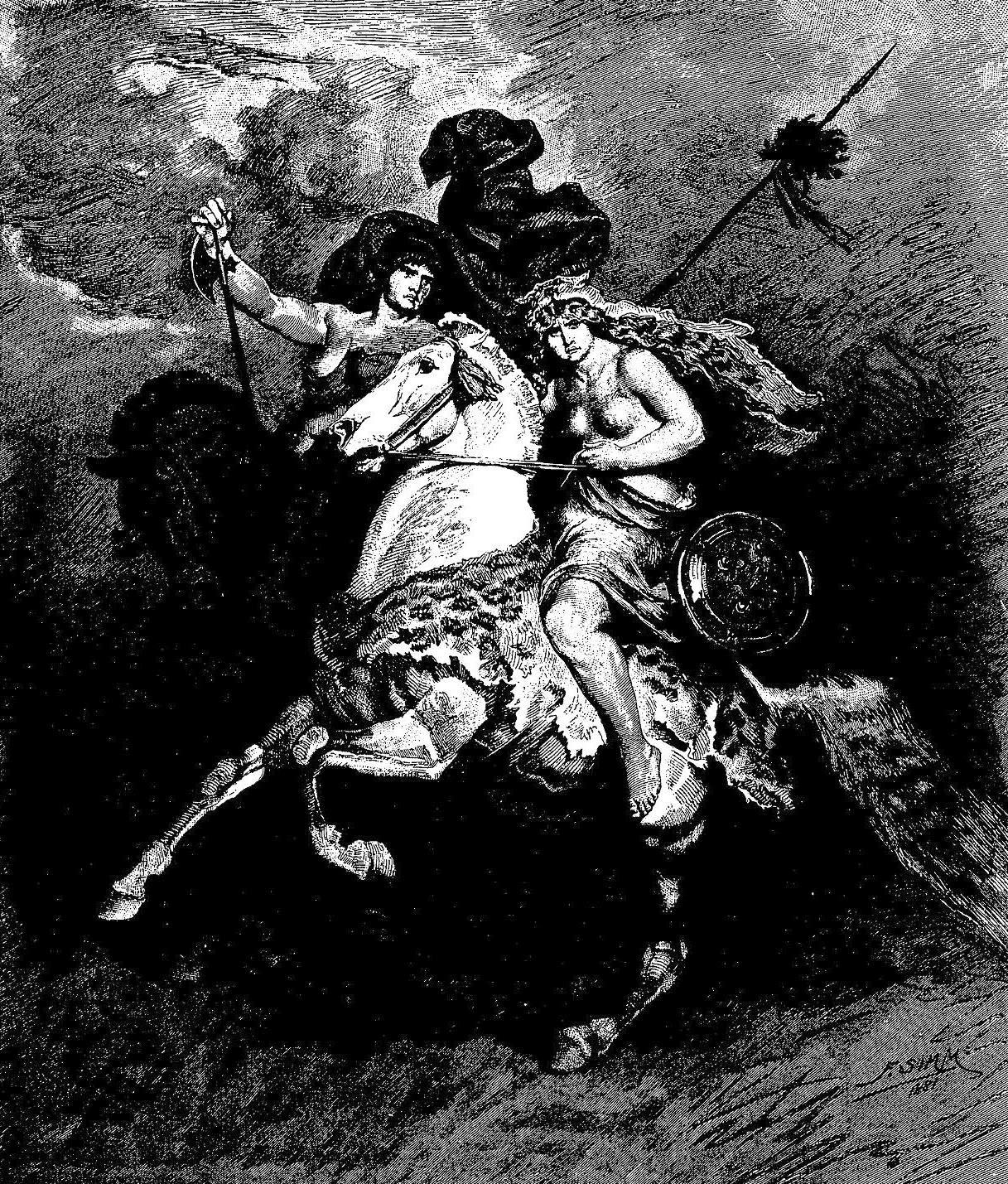
Amazonas por Franz Xaver Simm (1881), um estereótipo lésbico comum na Era de ouro da ficção científica.

Na Idade de Ouro da ficção científica, o gênero "decididamente ignorou o assunto" da homossexualidade, de acordo com Joanna Russ. No entanto, como o número de leitores de ficção científica e fantasia começaram a crescer na década de 1950, autores como Philip Jose Farmer e Theodore Sturgeon, foram capazes de introduzir mais sexualidade explícita no seu trabalho. Até a década de 1960, alguns autores haviam escrito sexualidade alternativa, revisto papéis de gênero, ou abertamente investigado questões sexuais. A maioria dos personagens LGBT foram retratados como caricaturas, tais como as "amazonas que odeia-homens", e tentativas de retratar os homossexuais com simpatia e sem estereótipos foram recebidas com hostilidade.
Sturgeon escreveu muitas histórias durante a Idade de Ouro da ficção científica, que enfatizou a importância do amor, independentemente das atuais normas sociais. Em sua história curta, The World Well Lost (1953), publicada pela primeira vez na revista Universe, aliens homossexuais fugitivos e o amor não correspondido (e tabu) por um humano homossexual é retratado. O slogan para capa do Universe foi "A sua mais ousada história"; o sensível tratamento da homossexualidade era incomum na ficção científica publicada na época, e está obra é considerada um marco na interpretação da homossexualidade na ficção científica. De acordo com uma anedota relatada por Samuel R. Delany, quando Sturgeon primeiro apresentou a história, o editor (John W. Campbell), não só a rejeitou, mas telefonou para todos os outros editores que ele conhecia, e disse para rejeita-los também. Sturgeon viria a escrever Affair with a Green Monkey, que analisou os estereótipos sociais dos homossexuais, e em 1960, publicou Vênus Plus X, em que uma sociedade de um único gênero e representada e a homofobia do protagonista é retratada de forma desfavorável.
Imagens de sociedades de homens homossexuais permaneceram fortemente negativa para a maioria dos autores de SF. Por exemplo, quando a superlotação mundial faz a humanidade recuar da heterossexualidade no conto The Crooked Man (1955) de Charles Beaumont, publicado pela primeira vez na Playboy, homossexuais desumanos começam a oprimir a minoria heterossexual. Em Sementes Malditas (1962) de Anthony Burgess, a homossexualidade é necessária à contratação; Burgess a retrata como um aspecto de um estado antinatural do estado que inclui guerra violenta e a falha do mundo natural.
Embora não seja geralmente identificado como um gênero do escritor, William S. Burroughs produziu obras com uma narrativa surreal que se afastaram da ação do mundo comum, como a ficção científica e a fantasia costumam fazer. Em 1959, ele publicou Naked Lunch, a primeira de muitas obras, como The Nova Trilogy e The Wild Boys, em que ele vincula o uso de drogas e a homossexualidade como atividades anti-autoridade.

### Época da New Wave (1960–70)
Em pouco mais de uma década, a partir do final dos anos 1960 a 1980, o número de obras de ficção científica e fantasia que continham homossexualidade mais do que duplicou em comparação com tudo que eu já tinha visto antes.

Eric Garber, Lyn Paleo, "Prefácio" em Uranian worlds.
No final da década de 1960, a ficção científica e a fantasia começaram a refletir as alterações do movimento dos direitos civis e o surgimento de uma contracultura. Dentro de gêneros, estas mudanças foram incorporadas a um movimento chamado de "a New Wave," mais cético da tecnologia, mais livre socialmente, e mais interessado em experimentações estilística. Escritores de New Wave eram mais propensos a ter um interesse no "espaço interior" em vez do espaço exterior. Eles foram menos tímidos sobre a sexualidade explícita e mais simpáticos à reconsideração dos papéis de gênero e o estatuto social das minorias sexuais. Sobre a influência destes movimento, autores e editores como Michael Moorcock (editor da influente New Worlds), foram simpáticos as representações alternativas de sexualidade e gênero, que multiplicaram na ficção científica e fantasia, tornando-se lugar-comum. A introdução de representação gay também foi atribuída à influência do movimento de libertação gay e feministas lésbicas na década de 1960. Na década de 1970, lésbicas e homens gays tornaram-se uma presença mais visível na comunidade SF, e notáveis autores homossexuais inclui Joanna Russ, Thomas M. Disch e Samuel R. Delany.
Autores de ficção científica feminista imaginaram culturas em que a homo, bissexualidade e uma variedade de modelos de gênero eram a norma. The Female Man de Joanna Russ (1975) e a premiada história When It Changed, mostrando um sociedade só de mulheres lésbicas que floresceu sem homens, foram de enorme influência. Russ é em grande parte responsável pela introdução do feminismo lésbico na ficção científica; ela afirmou que sendo abertamente lésbica era ruim para sua carreira e vendas. Temas semelhantes foram explorados, no premiado Houston, Houston, Do You Read? de James Tiptree Jr., que apresenta uma sociedade de mulheres após a extinção dos homens por uma doença. A sociedade carece de estereotipados problemas de "homem" como a guerra, mas está estagnada. As mulheres se reproduzem através de clonagem e considera os homens cômicos. Tiptree foi uma enrustida mulher bissexual que escreveu secretamente sob um pseudônimo masculino, e explorou o impulso sexual como seu tema principal.
Outras utopias feministas não incluem lesbianismo: O The Left Hand of Darkness de Ursula K. Le Guin (1969) descreve trans-espécies em que os indivíduos não são "masculinos" nem "femininos", mas podem ter ambos sexos masculino e feminino, órgãos sexuais e habilidades reprodutiva, tornando-os em alguns sentidos bissexuais. Em The Language of the Night, uma coleção crítica de Le Guin, ela admite ter "desnecessariamente bloqueado os Gethenianos na heterossexualidade ... a omissão [dos homossexuais] implica que sexualidade é a heterossexualidade. Eu me arrependo muito disso." Le Guin, muitas vezes, explora sexualidades alternativas em suas obras, e posteriormente tem escrito muitas histórias que examina as possibilidades que SF permitem o não-tradicional, a homossexualidade, e ligações bissexuais entre os clones em Nine Lives. Temas sexuais e sexos fluidos também figura nas obras de John Varley, que ganhou destaque na década de 1970. Muitas de suas histórias contêm menções a amor entre pessoas do mesmo sexo, e personagens gays e lésbicas. Em sua coleção Eight Worlds de contos e romances, a humanidade tem alcançado a capacidade de mudar de sexo facilmente. A homofobia é mostrada inicialmente inibindo a absorção desta tecnologia, como em sua história Options, ele engendra mudanças drásticas nas relações, com a bissexualidade, eventualmente, tornar-se a norma para a sociedade. Sua Gaea trilogia tem protagonistas lésbicas, e quase todos os personagens são, em algum grau, bissexual.

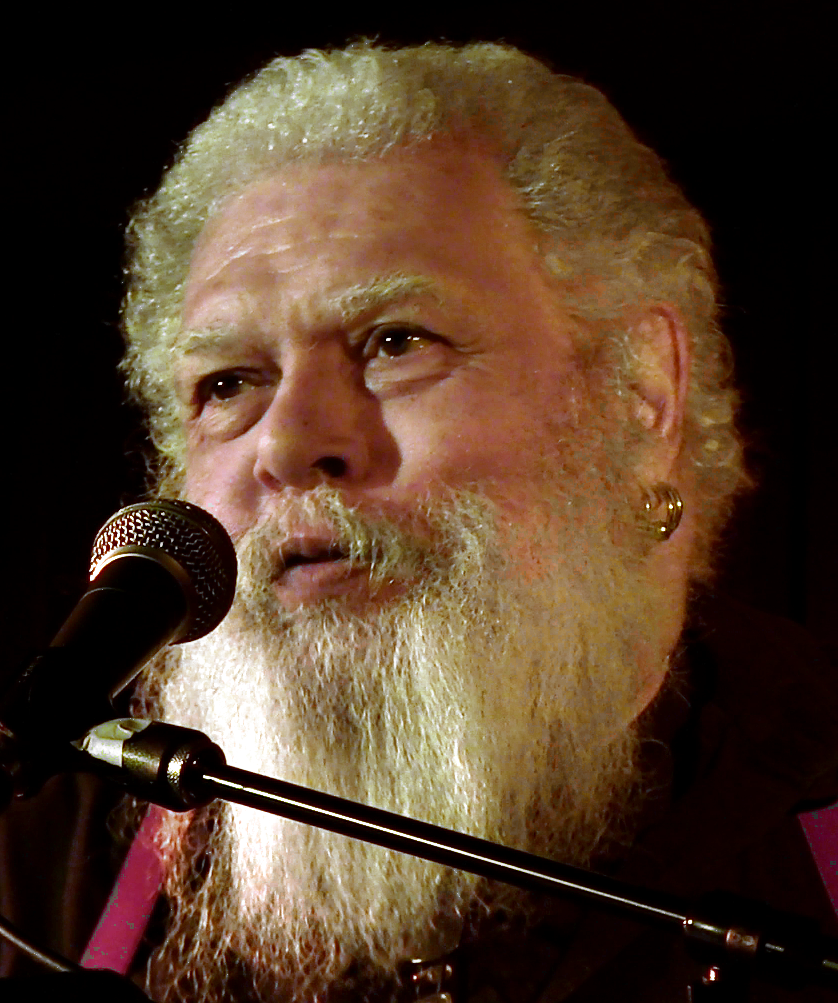
Samuel R. Delany foi um dos primeiros autores abertamente homossexuais de ficção científica.

Samuel R. Delany foi um dos primeiros autores abertamente gays da ficção científica; Em suas primeiras histórias de aspecto homossexual, eles aparecem de maneira sensível, ao invés de incluir explícitas referências sexuais. Em algumas histórias, como Babel-17 (1966), amor entre pessoas do mesmo sexo e suas relações sexuais são claramente implícitas, mas é dado um tipo de proteção colorida porque a protagonista é uma mulher que está envolvida em um relacionamento de três pessoas, casada om dois homens. O afeto que todos os três personagens compartilhar uns com os outros é o primeiro plano, e a atividade sexual entre eles não está diretamente descrita. Em Dhalgren (1975), o seu mais famoso romance de ficção científica, as pessoas de Dhalgren são em larga escala personagens com uma grande variedade de sexualidades. Mais uma vez, a atividade sexual não é o foco do romance, apesar de existirem algumas das primeiras descrições explicitas de sexo na SF e Delany retratar os personagens com uma grande variedade de motivações e comportamentos.
A história premiada com o Nebula do Delany, Aye, and Gomorrah, propõe o desenvolvimento de astronautas castrados e, em seguida, retrata as pessoas que se tornam sexualmente atraídas por eles. Outras histórias premiadas com personagens gays, tais como Time Considered as a Helix of Semi-Precious Stones, foram compiladas por Delany em sua retrospectiva Aye, e Gomorra, e outras histórias. Delany enfrentou a censura das empresas de distribuição de livros para o tratamento destes tópicos. Em obras posteriores, a temática homossexual tornou-se cada vez mais central nas obras de Delany, atraindo controvérsia, e alguns fazem uma linha entre a ficção científica e a pornografia homossexual. A série SF de Delany, Return to Neveryon foi o primeiro romance de um grande editor norte-americano para lidar com o impacto da AIDS, e mais tarde, ele ganhou o William Whitehead Memorial Award pelos conjunto de obras na escrita de gays e lésbicas.
Outro grande autores de SF abordaram temas LGBT em obras individuais: Em Time Enough for Love (1973), por Robert A. Heinlein, o personagem principal argumenta fortemente para o futuro da liberdade dos homossexuais, mas o sexo com a finalidade de procriação continua a ser tido como ideal. A bissexualidade feminina em Stranger in a Strange Land (1961) foi descrita como mera diversão e a homossexualidade masculina, na mesma obra, "errada" e merecedores de pena. O uso da sexualidade nas obras de Heinlein é abordado em um ensaio intitulado "O Embaraço da Ficção científica" pelo escritor Thomas Disch. Disch foi publicamente gay desde 1968; isto foi mais visível, ocasionalmente, em sua poesia, e particularmente, no seu romance On Wings of Song (1979). Outros dos seus principais romances de SF também continha personagens bissexuais: em seu romance mosaico, 334, as pessoas homossexuais são referidas como "republicanas" em contraste com os héteros "democratas". No entanto, ele não tentar escrever a uma determinada comunidade: "eu sou gay mesmo, mas eu não sei escrever literatura 'gay'".
Michael Moorcock foi um dos primeiros autores de ficção científica para descrever positivas representações dos relacionamentos homossexuais, lésbicas e bissexuais em seus romances. Por exemplo, em sua novela de 1965, The Final Programme, a maioria dos personagens principais, incluindo o herói central, Jerry Cornelius, envolvem-se em relacionamentos do mesmo sexo em diversas ocasiões; estes relacionamentos são retratados como absolutamente normal e sem qualquer moralismo, com consequências negativas ou diversão gratuita, este é o caso da série Jerry Cornelius e a ficção de Moorcock em geral (particularmente na série Dancers at the End of Time). A sexualidade é vista como polimórficas e fluida, ao invés de ser baseada em identidades fixas e papéis de gênero.
Elizabeth Lynn é uma autora abertamente lésbica de ficção científica e fantasia que escreveu inúmeras obras, apresentando positivos protagonistas gays. Suas Chronicles of Tornor (1979-80), a primeira das quais ganhou o World Fantasy Award, estavam entre os primeiros romances de fantasias a ter relações homossexuais como uma parte banal do contexto cultural, e incluía representações explícitas e simpáticas de amor do mesmo sexo; Seu terceiro romance, é de particular interesse das lésbicas. A Different Light (1978) apresentou uma relação homossexual entre dois homens, e inspirou o nome da livraria LGBT e cadeia "Uma Luz Diferente". O conto de lésbica mágica, The Woman Who Loved the Moon, também ganhou o World Fantasy Award e a coleção de Lyyn, The Woman Who Loved the Moon, também contêm outra histórias gays de ficção especulativa.

### Pós-New Wave
Lésbicas e gays tornaram-se menos estranhos no mundo da SF no últimos tempos; temos, de fato, experimentado um crescimento nas publicações menores de "sexualidade alternativa". Apesar disto, continuamos aliens dentro deste mundo em muitas das mesmas maneiras que nossos personagens são aliens dentro destas histórias.

Wendy Pearson, Science Fiction Studies.
Após os inúmeros avanços e quedas nas décadas de 1960 e 1970, a homossexualidade ganhou muito mais ampla aceitação, e foi muitas vezes incorporadas em convencionais histórias de ficção especulativa com pouca reação. Isto foi ajudado pelo crescente número de autores abertamente gays ou lésbicas, como David Gerrold, Geoff Ryman, Nicola Griffith e Melissa Scott, e escritores transexuais como Jessica Amanda Salmonson, uma autora que relatou o progresso de sua mudança de gênero, nas páginas da Revista de Literária, Fantasia e Terror. Na década de 1980, a homofobia flagrante não era mais considerada aceitável para a maioria dos leitores. No entanto, representações irreais de lésbicas continuavam a propagar para a diversão de homens heterossexuais. Na década de 1990, histórias que descrevem sexualidades alternativas experimentaram um ressurgimento.
Urano Worlds, por Eric Garber e Lyn Paleo, foi compilado em 1983 e é um guia autorizado para a literatura de ficção científica com gays, lésbicas, transgêneros e temas relacionados. O livro aborda a ficção científica publicada antes de 1990 (2ª edição, 1990), proporcionando um curto período de revisão e comentários sobre cada peça.
Em Ethan of Athos (1986) de Lois McMaster Bujold, o titular a "herói improvável" é o gay e obstetra Dr. Ethan Urquhart, do mundo de um único gênero, Athos, cuja aventura perigosa com a primeira mulher que ele conheceu apresenta tanto uma sociedade futura onde a homossexualidade é a norma, e os remanescentes sexistas e homofóbicos do nosso próprio mundo.
Cyberpunk, um gênero surgido em meados da década de 1980, tem sido visto como heteronormativo e masculino em grande medida, apesar das interpretações feministas e "queer" são discutíveis, por alguns críticos. Melissa Scott, uma autora lésbica, escreveu várias obras de cyberpunk que apresentam personagens LGBT, incluindo o premiado com o Lambda, Trouble and Her Friends (1994) e Shadow Man (1995), este último tendo sido introduzido no Gaylactic Spectrum Hall da Fama. Scott informou que os críticos chamaram algumas de suas obras de "muito gay" por misturar clichês cyberpunk com temas políticos. Ela disse que escolheu escrever sobre a temática homossexual usando ficção especulativa, porque estes gêneros permite que ela explore situações em que as pessoas LGBT são tratadas melhor ou pior do que na realidade, e que ele também dá uma estranha distância para os leitores avessos a tais temas, que poderiam se sentir acusados de semelhantes práticas discriminatórias como aquelas dos livros.
Antologias de ficção especulativa com temas LGBT têm sido publicadas desde a década de 1980, sendo a primeira de ficção científica, Kindred Spirits (1984), editada por Jeffrey M. Elliot. Estas antologias, muitas vezes se concentra em identidades sexuais particulares, tais como a série New Exploits of Lesbians, como títulos de fantasia (Magical lesbians, Fairy-tale lesbians) e horror (Twilight lesbians). Outros estão agrupados em torno de determinado gêneros, tais como o premiada série Bending the Landscape, editada por Nicola Griffith e Stephen Pagel, em que cada um dos três volumes foca em ficção científica, fantasia ou horror; e as antologias de horror, Queer Fear, editada por Michael Rowe.
Personagens gays tornaram-se comuns suficiente para Diana Wynne Jones, em The Tough Guide To Fantasyland colocar magos gay como um cliquê de fantasia. Tais personagens são encontrados nos trabalhos de Mercedes Lackey, como o premiado com o Lambda, The Last Heard Mage trilogia (1989), em que os protagonistas são gays e têm poderes mágicos. Seus relacionamentos são uma parte integral da história, que se passa na terra fictícia de Valdemar. Muito da série fornece modelos para os leitores mais jovens não-heterossexuais.
David Gerrold, é um autor abertamente gay de ficção científica com um número de obras temáticas LGBT. The Man Who Folded Himself (1973) analisa o amor narcisista de um viajante que teve orgias gays com versões alternativas de si mesmo, incluindo versões femininas e lésbicas. O multi-premiado Jumping Off the Planet (2000) de Gerrold, é o primeiro livro de uma série para jovens adultos, em que um pai sequestra seus três filhos e vai para a lua, um dos filho é gay, e é rejeitado na faculdade porque não é elegível para uma bolsa de estudos para as pessoas héteros, que concordaram em ter sua orientação sexual alterada para evitar a superpopulação. Gerrold, recebeu um Nebula para o conto semi-autobiográfico, The Martian Child (1994), em que um homem gay adota uma criança. A história foi mais tarde expandida em romance, e um longa-metragem foi produzido em que o protagonista foi hétero, gerando críticas.
Geoff Ryman escreveu vários romances e contos premiados que apresentam personagens LGBT em destaque: A protagonista de The Child Garden (1989), é excluída por causa de sua resistência à manipulação genética e lesbianismo; entrando em um relacionamento com um pária. Lust (2001) segue um homem gay que acha que suas fantasias sexuais estão magicamente se tornando realidade. Was (1992) inclui um ator gay com AIDS e uma criança mentalmente-alterada e abusada, ligados pela The Wizard of Oz, livros e filme. Em uma entrevista para a revista Locus, Ryman afirmou que gays e gêneros SF são incompatíveis para o mercado: "Em 1990, se você tivesse me perguntado qual era a pior coisa de ser rotulado como gay ou autor de SF, eu teria dito gay: mata você no mercado. Em seguida, Was saiu.... Eles tinham seção gay nas livrarias e eles tinham matérias em revistas gays, mas eles não dizem SF — o ponto em que eu percebi que ser um escritor de ficção científica é pior do que ser gay."

### Século XXI
A novela de Larissa Lai, Salt Fish Girl (2002), retrata relações lésbicas no contexto de uma distopia corporativa futura. O romance apresenta personagens asiáticos-canadenses destas relações lésbicas, incorporando identidade étnica em uma compreensão queer da ficção especulativa. O Salt Fish Girl envolve ideias queer no que diz respeito à procriação e órgãos, como as personagens são capazes de dar à luz sem o esperma por comer o dúrio das frutas. Ele foi indicado para o prêmio James Tiptree Jr. em 2002.
Carnival, de Elizabeth Bear (2006), retoma a metáfora do mundo de um único gênero, com a tentativa de um par de homossexuais embaixadores-espiões, que tem a missão de se infiltrar e subverter a predominantemente civilização lésbica de Nova Amazônia, cujo governo matriarcal tem escravizados os seus homens. Em 2007, a declaração de J. K. Rowling que Albus Dumbledore, personagem da sua série Harry Potter era gay, causou alguma polêmica. O romance distópico de Sarah Hall, The Carhullan Army (2007), utiliza lésbicas como personagens principais com naturalidade. O romance ganhou o John Llewellyn Rhys Prêmio de 2007 e James Tiptree, Jr. Prêmio, e foi indicado para o Arthur C. Clarke Award de 2008. Pode ser interpretado como representando um avanço da percepção pública dos relacionamentos do mesmo sexo, que são omitidos ou apenas perifericamente observados em resenhas.
Nontraditional Love (2008), de Rafael Grugman, descreve um futuro do século XXIII nos Estados Unidos. O mundo é homossexual. O autor descreve um mundo invertido no qual o casamentos héteros são proibidos. A concepção ocorre em tubos de ensaio. Em famílias lésbicas, uma das mulheres carrega a criança. Casais gays utilizam mães de aluguel para ter os seus filhos. Os Países Baixos são o único país onde casamentos de héteros são permitidos. Neste mundo, a intimidade entre os sexos opostos é rejeitada, a história do mundo e os clássicos da literatura mundial foram falsificados, a fim de apoiar a ideologia homossexual. O autor pinta uma situação grotesca, mas subjacente a esta história é a ideia de que a sociedade deve ser tolerante e respeitar o direito de cada pessoa a ser eles mesmos.
Analisando o campo de romances lésbicos da ficção especulativa em 2012, Liz Bourke concluiu que continuava ser um nicho de subgênero, de qualidade desigual, mas disse que Jane Fletcher, Chris Anne Wolfe, Barbara Ann Wright, Sandra Barret e Ruth Diaz são contribuintes da nota. Mais recentemente, A Casa de Hades de Rick Riordan, uma fantasia juvenil, o personagem Nico di Angelo professa sentimentos românticos para o protagonista Percy Jackson. Em termos de identidade de gênero, o romance 2312 de Kim Stanley Robinson, retrata um mundo de gêneros fluídos, onde "auto-imagens para sexo" incluem feminino, masculino, andrógina, giandromorphous, hermafrodita, pansexuais, bissexuais, intersexuais, neutro, eunuco, assexuado, indiferenciado, gay, lésbica, gay, invertidos, homossexuais, polimorfos, poli, lábil, berdache, hijra, e dois espíritos. O romance ganhou o prêmio Nebula.
Dentro do reino tie-in da ficção especulativa, houve também um aumento na representação LGBT. Em particular, a partir de 2001, houve um esforço concentrado para explorar este tema na literatura licenciada de Star Trek. No relançamento de Star Trek: Deep Space Nine, pós-romances a série de televisão homônimo, havia uma determinada espécie, os Andorianos, casando-se em quatro que permitiu a exploração de espécies de quatri-gênero, que é basicamente espécies de dois 'masculino' e dois 'feminino'. Um Ponto no Tempo de Andrew J. Robinson, sugeriu a pansexualidade do seu personagem, Garak, que foi seguido em romances subsequentes, destacando-se The Crimson Shadow (2014), novela de Una Mcormack. Na série original, Star Trek: Vanguard, criada por Marco Palmieri e David Alan Mack, dois personagens principais eram lésbicas vulcanas e uma agente de inteligência Klingon foi lésbica.

## Quadrinhos e mangá
Em grande parte do século XX, as relações homossexuais foram desencorajadas a serem mostradas nos quadrinhos/banda desenhada, especialmente os dirigidos para as crianças. Até 1989, a Comics Code Authority (CCA), que impôs de facto, a censura nos quadrinhos vendidos em bancas dos Estados Unidos, proibiu qualquer sugestão de homossexualidade. Os artistas realizavam dicas sutis enquanto não informavam diretamente a orientação de um personagem. Temas gays e lésbicas foram encontrado pela primeira vez nos títulos underground e alternativos, que não carregavam o selo de aprovação da CCA.
O CCA surgiu em resposta a Seduction of the Innocent, de Fredric Wertham, no qual criadores de quadrinhos foram acusados de tentar influenciar negativamente as crianças com imagens de violência e sexualidade, incluindo homossexualidade subliminar. Wertham afirmou que a força e a independência da Mulher Maravilha fez-lhe uma lésbica, e afirmou que "O Batman é o tipo de história que pode estimular as fantasias homossexuais nas crianças."
Nos últimos anos, o número de personagens LGBT tem aumentado nas histórias mainstream de super-heróis; no entanto, personagens LGBT continuam a ser relegado para funções de apoio, e têm ocorrido críticas pelo tratamento que estes personagens recebem.

### Marvel
Estrela Polar de Tropa Alfa, foi o primeiro grande personagem gay no universo Marvel, e continua a ser o mais famoso personagem gay nos quadrinhos mainstream. Criado pela Marvel Comics, em 1979, como um membro da equipe original da Tropa Alfa, a identidade sexual de Estrela Polar foi implantada no início da sua história, em 1983, nas edições 7 e 8 do Alpha Flight, mas não foi declarada abertamente; a sua aparente falta de interesse em mulheres foi justificada por seu transtorno obsessivo para ser um campeão de esqui. O personagem foi finalmente revelado como gay, em 1992 na revista 106 do Alpha Flight.
Em 2002, a Marvel Comics reviveu Rawhide Kid em sua série Marvel MAX, apresentando o primeiro personagem abertamente gay ao estrelar em sua própria revista em quadrinhos. A primeira edição da saga de Rawhide Kid foi chamada de Slap Leather. De acordo com artigo da CNN, a sexualidade do personagem é transmitida indiretamente, através de eufemismos e trocadilhos, e quadrinhos no estilo extrovertido. Grupos conservadores rapidamente protestaram contra o personagem e alegou que as crianças seriam corrompidas, e pediu que suas histórias tivessem o selo "só para adultos".
Em resposta a este protestos, a Marvel afirmou que todas as séries enfatizando personagens gays devem ter o selo "Somente para Adultos". Mas em 2006, o editor-chefe da Marvel Joe Quesada, afirmou que esta política não estava mais em vigor, e a Marvel recebeu o GLAAD 2005 de Melhor Romance Gráfico por seu livro dos Jovens Vingadores, que incluiu personagens gay e foi publicado sem uma etiqueta de aviso. Em 2012, apesar dos protestos, a Marvel publicou uma revista do Astonishing X-Men, em que Estrela Polar casou-se com seu parceiro, Kyle, o primeiro casamento do mesmo sexo em grandes quadrinhos americanos.

### DC
A DC atraiu críticas por seu uso de estereótipos LGBT com o personagem Firebrand, um super-herói que estreou em 1941, com o seu traje cor-de-rosa ou transparente. O escritor Roy Thomas, escreveu balões de pensamento que sugeriu que Firebrand tinha estado envolvido em um relacionamento homossexual com seu companheiro e guarda-costas, Slugger Dunn, apesar destas dicas nunca passarem de subtexto. Um exemplo mais moderno é o violento vigilante Midnighter. Apollo e Midnighter foram apresentados tendo uma relação semelhante a Superman e Batman durante o seu tempo como membros da equipe de super-heróis, A Autoridade. Midnighter e Apolo são casados e têm uma filha adotiva e Midnighter estrelou sua própria revista. Em 2006, a DC Comics teve ampla atenção da mídia, com o anuncio de uma encarnação lésbica da sua personagem conhecida, a Batwoman, apesar de personagens secundárias abertamente lésbicas, tais como Renee Montoya, a policial de Gotham City, já existiam na franquia.
Além de verdadeiros personagens LGBT, tem havido controvérsia sobre interpretações homossexuais dos mais famosos super-heróis da DC. O relacionamento de Batman com Robin foi visto como homoerótico, apesar da maioria dos criadores associados negarem que o personagem é gay. O psicólogo Fredric Wertham, em Seduction of the Innocent afirmava que "as histórias de Batman são psicologicamente homossexuais", dizendo encontrar uma "atmosfera sutil de homoerotismo que permeia as aventuras do maduro 'Batman' e o seu jovem amigo 'Robin'". Também foi alegado que o Batman é interessante para o público gay, porque ele foi um dos primeiros personagens de ficção a ser atacado em razão de sua suposta homossexualidade, e a série de TV da década de 1960, continua a ser uma pedra na polêmica. Frank Miller descreveu a relação entre Batman e o Coringa como um "pesadelo homofóbico", ele vê o personagem como escondendo seus impulsos sexuais na luta contra o crime.
A DC combate todas as interpretações homossexuais do Batman. Um exemplo notável ocorreu em 2000, quando a DC Comics recusou-se a permitir a reimpressão de quatro painéis (de Batman #79, 92, 105 e 139) para ilustrar o livro de Christopher York: Tudo em Família: a Homofobia e o Batman Comics na década de 1950. Outro caso aconteceu no verão de 2005, quando o pintor Mark Chamberlain apresentou uma série de aquarelas retratando Batman e Robin em poses sugestivamente sexuais. A DC ameaçou tanto o artista e a Galeria de Belas Artes de Kathleen Cullen com uma ação legal caso não parassem de vender as obras, e exigiram todas as artes restantes, bem como todos os lucros delas resultantes.
Muitos dos personagens gays da DC, tais como Obsidiana e Renee Montoya, foram alterados ou essencialmente apagados na reinicialização de Os Novos 52. Enquanto outros, como Kate Kane, receberam muito menos atenção do que antes da reinicialização. Em 2012, a DC anunciou que um "icônico" personagem iria ser gay no novo universo DC. Foi então revelado que Alan Scott, o original Lanterna Verde era o personagem. Isto levou a discussão entre os fãs, por que seu status como "emblemático" é discutível, e ele não existe no universo mainstream da DC. Isto também significou que o personagem gay já existente, Obsidiana, não poderia existir, como ele era filho de Alan Scott.

### Mangá
Yaoi e Yuri (também conhecido como Boys' Love e Girls' Love, respetivamente, bem como a Shonen-ai e Shojo-ai no Ocidente, embora estes não são usados no Japão devido a associação com a pedofilia) são gêneros japoneses que têm temas de romances homossexuais, através de uma variedade de meios de comunicação. Yaoi e yuri espalharam-se para além do Japão: seja traduzidos ou originais, estão disponíveis em muitos países e idiomas. Os personagens de yaoi e yuri não tendem a se auto-identificarem como homossexuais ou bissexuais. Como muito dos mangás e animes, tropos da ficção especulativa e ambientes são comuns: Por exemplo, Ai no Kusabi, uma série yaoi light da década de 80, descrita como a "magnum opus" do gênero, envolve um sistema ficcional de castas. Simoun tem sido descrita como "uma maravilhosa série de sci fi", que não tem de confiar em seu conteúdo yuri para apelar ao público.
Yaoi tem sido criticado por ser estereotipado e homofóbico no retrato de seus personagens, e deixando de abordar questões homossexuais. A  Homofobia, quando ela é apresentado como um problema, é usada como um dispositivo do enredo para "aumentar o drama", ou para mostrar a pureza do amor dos protagonistas. Matt Thorn sugeriu que, como Yaoi é uma narrativa romântica, temas políticos fortes podem desinteressar os leitores. Os críticos afirmam que o gênero desafia a heteronormatividade através do "queer" bishōnen.
Há também um estilo de mangá chamado Bara, que normalmente é escrito por homens gays para um público adulto gay. Bara, muitas vezes, tem temas mais realista que yaoi e é mais provável reconhecer a homofobia e a natureza tabu da homossexualidade no Japão. Embora comentaristas ocidentais, por vezes coloquem bara e yaoi juntos, escritores e fãs considerá-los gêneros separados.

## Cinema e televisão
Em geral, a ficção especulativa na televisão e no cinema ficou para trás da literatura em suas representações da homossexualidade. Relações sexuais em grandes franquias de ficção especulativa geralmente descrevem casais heterossexuais. Relacionamentos inter-espécies e inter-étnicos, tem sidos comumente descritos, enquanto que os relacionamentos homossexuais e transexuais são mais raros.

### Filmes
Personagens LGBT em filmes começaram a aparecer com mais regularidade apenas na década de 1980. Filmes no final de 1920 e início da década de 1930, refletem as atitudes liberais da época e pode incluir insinuações sexuais e referências à homossexualidade, mas a partir da década de 1930 até 1968, a indústria de filmes dos EUA, seguiu o Código Hays. O código explicava o que era moralmente aceitável para a audiência pública, sendo que referências sexuais e "perversões", como o homossexualismo foram proibidas. Praticamente todos os filmes produzidos nos Estados Unidos aderiram ao código, e censura semelhante era comum em outros países, por exemplo, uma versão inicial do primeiro filme de vampira lésbica, Dracula's Daughter, descrito em The Celluloid Closet como apresentando "a homossexualidade como uma fraqueza do predador", que foi rejeitado pelo British Board of Film Censores em 1935, sob a afirmação de que "...Dracula's Daughter exige uma meia dúzia de linguagens para expressar adequadamente a sua bestialidade.". A autora de horror, Anne Rice, disse que Drácula's Daughter é uma inspiração direta para a sua própria ficção de vampiro homoerótica, a nomenclatura de um bar no seu romance Rainha dos Condenados, Drácula's Daughter, é em homenagem ao filme.
Filmes produzidos no âmbito de tal censura poderiam apenas apresentar a homossexualidade como um subtexto disfarçado, e ainda flertou com a controvérsia em fazê-lo, como no cult filme de terror White Zombie.
As normas menos rigorosas pós-Hayes permitiram a indústria cinematográfica mostrar a sexualidade de forma mais aberta, e o cinema como um todo tornou-se mais sexualmente explícito a partir da década de 1980, em particular. Porém, a iniciativa visava meramente o entretenimento ao invés de explorar subjacentes dinâmicas sexuais. Sexo demais nos filmes de ficção especulativa é meramente destinado a excitar; uma análise afirma que os filmes de fantasia contêm de 10% a 15% pornografia softcore, e permaneceu raro ver personagens gays nos filmes de ficção especulativa. Em filmes de terror, que tinha o sexo como um de seus principais assuntos, continuou a ser levemente censurado, devido à percepção de ser nada sério. Vampiros, em particular, têm sido descritos como uma óbvia metáfora erótica e como resultado, inúmeros filmes de vampiro desde a década de 70 implica fortemente ou explicitamente lesbianismo, seguindo a inspiração da história de vampira lésbica, Carmilla.Hogan, David J. (1997).</ref> O protótipo dos vampiros de Hollywood, Drácula, foi mostrado sendo abertamente gay na paródia Does Dracula Suck? de 1969.
Filmes de SF com gays até a atualidade continuam raros, e em filmes de ficção científica, "a inclusão de personagens gays continua a relegá-los ao papel de apoio, tais como o "estereotipado, frenético homossexual"; Como o personagem menor no blockbuster de 1996, Dia da Independência, um filme cujo tema principal foi descrito como sendo a ansiedade que cerca a amizade entre homens héteros e homossexuais. Também é interessante notar que o diretor do filme, Roland Emmerich, é abertamente gay. Ainda há alguns curiosos casos como Cthulhu (2007) um horror/thriller, baseado nas obras de H. P. Lovecraft, em que o personagem principal é gay, mas isto não é o foco da história, embora seja importante no desenvolvimento do personagem e sua psicologia. O filme é atormentado por monstros e acontecimentos perturbadores. Também em V de Vingança (2005) há dois personagens secundários – um gay e uma lésbica, mostrados como vítimas da distopia totalitária. Em 2012, no blockbuster de Wachowskis + Tom Tykwer, Cloud Atlas, apresenta em uma das seis histórias um casal gay.

### Televisão
Personagens LGBT começaram aparecer na televisão com mais frequência apenas na década de 1990. A série de tv de ficção científica, Babylon 5 em 1994, introduziu uma personagem bissexual, Susan Ivanova, cujo relacionamento com uma colega telépata foi revelado na segunda temporada (1995). A revista The Advocate chamou esta relação como o mais próximo que a franquia Star Trek ou qualquer "Star Trek clone", tinha chegado de ter "uma criatura gay—muito menos um gay ser humano." Babylon 5 continuou a explorar as relações do mesmo sexo, com a introdução de um casamento gay e subsequente lua-de-mel para dois dos personagens principais, que estavam em uma missão secreta para uma colônia em Marte na 4ª temporada.
A série de fantasia, Xena: Warrior Princess, apresentou suas principais personagens, Xena e Gabrielle, como companheiras íntimas; o público especulou sobre conotações homossexuais que as transformou em ícones lésbicas, apesar do conteúdo homossexual manteve-se no nível de subtexto. A série tem sido citada como "trilha em chamas" e quebrando barreiras, permitindo a produção de programas subsequentes como Buffy, a caçadora de vampiros, que introduziu uma série de personagens LGBT. A mais famosa é a personagem principal, Willow e as suas parceiras, Tara e Kennedy. Apesar de elogiada por sua "relação saudável", e sendo a primeira relação lésbica entre personagens principais no horário nobre da televisão americana, outros criticaram o uso da feitiçaria como uma metáfora para sexo lésbico. A morte de Tara após a reconciliação e sexo com Willow causou indignação na comunidade LGBT, que viu a sequência como um "homofóbico clichê". Andrew Wells, um vilão recorrente e eventual aliado, foi fortemente sugerido para ser gay, embora enrustido. A série foi influente nas subsequentes produções telesivas de ficção especulativa, incluindo Torchwood. Buffy ganhou inúmeros prêmios no Temática LGBT Awards, e foi considerado inovador em sua interpretação de jovens gays.
Torchwood é uma série britânica de drama e ficção científica, parte da franquia Doctor Who, que começou a ser exibida em 2006 na BBC Three. A série explora vários temas em sua narrativa, em particular temas LGBT. Vários personagens são retratados como sexualmente fluidos; através destes personagens, a série examina relacionamentos homossexuais e bissexuais. Apesar da sua natureza sexual, a flexibilidade não é discutida explicitamente, os personagens oferecem diferentes perspectivas sobre a orientação, com The Sun descrevendo todos os personagens em Torchwood como bissexuais.
O criador da série, Russell T Davies, disse que ele espera desafiar o público de suas expectativas monosexual: "Sem ficar político ou maçante, este vai ser um programa bissexual. Eu quero derrubar as barreiras portanto, não podemos definir qual dos personagens é gay. Precisamos começar a misturar as coisas, ao invés de pensar: 'Este é um personagem gay e ele só vai sair com homens.'"
Davies também descreveu Jack Harkness como pansexual: "Ele vai transar com qualquer coisa com um buraco. Jack não categoriza as pessoas: se ele imagina você, ele vai fazer isso com você."
A inclusão de significativos personagens LGBT nas séries de ficção especulativa não foi universal. Por exemplo, na franquia Star Trek, a falta de relações do mesmo sexo tem sido um ponto sensível para o fandom LGBT, alguns dos quais organizaram boicotes contra a franquia como protesto pela não inclusão de personagens LGBT. Eles também apontam que as declarações que Gene Roddenberry tinham feito em vida, foram favoráveis para a aceitação da homossexualidade e a representação das relações do mesmo sexo em Star Trek, mas que a franquia manteve-se escassa.
Dentro do Star Trek cânone, não foi oficialmente reconhecido personagens LGBT nos spin-offs para a televisão. O The International Review of Science Fiction, apresentou uma edição intitulada: "Prisioneiros de Dogmas e Preconceitos: Por que não há Personagens GLBT no Star Trek: Deep Space 9". No entanto, identidade de gênero, tem sido ocasionalmente tratado como um "problema" dentro da nova série Star Trek, ao ser tratado como uma temática em episódios individuais, tais como o Rejoined de 1995, do Star Trek: Deep Space Nine, que foi o primeiro episódio da série apresentar uma relação homossexual e romântica do mesmo sexo, com beijo entre mulheres. Posteriormente, a franquia Star Trek tem retratado poucos beijos entre pessoas do mesmo sexo, mas sempre no contexto do mal "espelho (ao contrário) universo" (The Emperor's New Cloak) ou possessão corporal (Warlord e outros), e muitas vezes para fins de comédia, contrariando personagens heterossexuais. Em 2000 em uma entrevista para Fandom, o roteirista de Star Trek, Ronald D. Moore, sugeriu que a razão por que não existia personagens homossexuais na franquia de televisão, foi porque alguém queria que fosse assim, e nenhuma quantidade de apoio dos fãs, o elenco ou equipe vem feito nenhuma diferença. Em anos recentes, alguns dos romances e quadrinhos de Star Trek, que são oficialmente licenciados, mas não são considerados canônicos, teve diretas relações do mesmo sexo, incluindo o fato de retratar um personagem canônico, porém menor, gay.
A HBO trouxe em 2008, True Blood, para a frente da representação gay na televisão, com a introdução de uma variedade de personagens pansexuais para a tela pequena, incluindo: Lafayette Reynolds (interpretado por Nelsan Ellis), Jesus Velasquez (interpretado por Kevin Alejandro), Tara Thornton (interpretado por Rutina Wesley), Pam Swynford De Beaufort (interpretada por Kristin Bauer van Straten), Eddie Gauthier (interpretado por Stephen Root), Russell Edgington (interpretado por Denis O'Hare), e o Reverendo Steve Newlin (interpretado por Michael McMillian). O GLAAD elegeu a série mais amigavél para os LGBT.
Stargate Universe, em 2009, tornou-se o primeiro show de ficção científica, a exibir um personagem abertamente gay em seu elenco principal, que era "Camille Wray", interpretado por Ming-Na. "Wray" também foi o primeiro personagem gay da franquia e a primeira lésbica asiática-americana em horário nobre. A história destaca o relacionamento de longo prazo de Wray com sua parceira na Terra, Sharon (interpretada por Reiko Aylesworth), o retrato verdadeiro foi muito recebido positivamente pela comunidade de lésbica e imprensa. Stargate Universe foi cancelado após duas temporadas de exibição.
Em 2010, um série prequela de Battlestar Galactica estreou, intitulada Caprica. A série destacou um mundo em que o casamento homossexual era comum. Um dos personagens centrais, chamado Sam Adama, interpretado por Sasha Roiz, tinha um marido chamado Larry, interpretado por Júlio Chapple.
Em 2011,a FX estreou American Horror Story, destacando o casal gay de espíritos, Chad Warwick e Patrick, interpretado por Zachary Quinto e Teddy Sears. A HBO exibe Game of Thrones, baseada na série de livros As Crônicas de Gelo e Fogo. A série incluiu o casal gay, Renly Baratheon e Loras Tyrell, desempenhados pelos atores Gethin Anthony e Finn Jones. A MTV também estreou Teen Wolf no mesmo ano. Um dos personagens retratados é um jogador gay de lacrosse na escola, chamado Danny Mahealani, interpretado por Keahu Kahuanui.[carece de fontes?]

### Ficção slash
As relações platônicas masculinas na televisão e cinema de ficção científica tem sido reinterpretadas pelos fãs na ficção slash, com Kirk/Spock sendo o primeiro exemplo. Slash não pode ser distribuído comercialmente devido aos direitos autoriais, e até a década de 1990 foram dividendos não distribuídos ou publicados em fanzines. Com o advento da internet, a comunidade de fãs e escritores slash, começaram a escrever em sites como o fanfiction.net, e fanzines dedicadas a populares franquias de ficção especulativa como X-files e Star Trek tornaram-se comuns. A utilização de grandes personagens SF em "leituras gay" tem causado uma ação legal: a LucasFilm tentou forçar um cessar e mais tarde desistiu de impedir reinterpretações gays dos personagens de Star Wars, e Anne Rice, é notória pelas tentativas de parar a produção de ficção slash baseada em suas Crônicas Vampirescas, embora muitos dos personagens são bissexuais no canône. Ficção slash tem sido descrita como importante para a comunidade LGBT e a formação de identidades queer, pois representa uma resistência à expectativa da heterossexualidade obrigatória, mas também tem sido observado como não representativo para a comunidade gay, e mais um meio para expressar insatisfações feministas com o SF. De acordo com as pesquisas, a maioria do fandom de slash é composto por mulheres heterossexuais com um diploma universitário. Estes dados demográficos são mais antigos que os fãs de yaoi e eles tendem a ser mais perturbados com o slash, representando sexualidade com menores de idade, mas isto está se tornando menos verdadeiro, devido à popularidade de ficção slash inspirado em Harry Potter.
Femslash é um subgênero de ficção slash que se concentra nas relações românticas e/ou sexuais, entre as personagens de ficção. Normalmente, as personagens de femslash são heterossexuais no universo cânone; no entanto, fanfic semelhante sobre personagens lésbicas são comumente rotulados como femslash por conveniência. Há menos femslash que slash, e tem sido sugerido que as autoras heterossexuais de slash geralmente não escrevem femslash, e que é raro encontrar em um fandom, duas personagens femininas com boa dinâmica. Há um debate se fanfiction sobre lésbicas canônoe, tais como Willow e Tara de Buffy a caçadora de vampiros conta como "slash"; a sua relação é apresentada de maneira mais tímida do que as heterossexuais, o que atrai as autoras de femslash Willow/Tara, preencher as lacunas em relação a história conhecida. É "relativamente recente" que homens começaram a escrever femslash.

## Reação da comunidade de ficção especulativa
Tem havido uma longa história de tolerância das pessoas LGBT nos fandons de ficção especulativa. A presença de membros gays foi destacado pelos participantes no início das convenções, mas, geralmente não discutido. A ideia de que membros gay ou lésbica devem buscar reconhecimento dentro da comunidade SF era "impensável", e uma acusação em 1940 do editor de fanzine da Los Angeles Science Fiction Association, que a comunidade era "cheia de membros gays" causou um escândalo nos círculos de fãs. O proeminente fã Forrest J. Ackerman, que é considerado um dos primeiros membros do fandom, a apoiar abertamente movimentos gays e lésbicas. Ele era conhecido por ter escrito com antecedência ficções lésbicas e ajudou na publicação de The Ladder, um jornal recém-formado do grupo de lésbicas, as Filhas de Bilitis. Ele afirma que foi reconhecido como membro honorário, por seu apoio, e escrveu sob pseudônimo em seus primeiros trabalhos de ficção especulativa lésbica, em 1947, na Vice-Versa, uma fanzine lésbica editada por Lisa Ben.
Com o aumento dos número de obras com personagens LGBT, aumentou a visibilidade dos fãs na comunidade LGBT. Já em 1980, na Worldcon, havia reuniões de membros da comunidade de SF, gays e simpatizantes, incluindo Samuel R. Delany, Marion Zimmer Bradley e Melissa Scott. No entanto, tais reuniões não indicam, necessariamente, completa aceitação da comunidade de fãs, porque os fãs gays e lésbicas não foram considerados como um unificado grupo de interesse. Encontros informais em conferências e a tentativa da criação de um boletim informativo para fãs LGBT atraiu pouca atenção.
O trabalho em conjunto entre fãs gays continuou, e na Wolrdcon de 1986, finalmente unidos eles decidiram criar sua própria convenção. Isto levou à primeira Gaylaxicon, a ser realizada em 1988 e, posteriormente, para a criação do Gaylactic Network e o Gaylactic Spectrum Awards da comunidade de ficção científica. Discussões sobre temática gay agora são comuns em convenções, tais como a WisCon; por exemplo, a WisCon 30, contou com um painel sobre "Por que as Mulheres Escrevem Sobre Homens Gays", e a 38ª World Science Fiction Convention, em Boston, teve um painel de discussão intitulado "O Fechado Mente Aberta – Homofobia em Ficção científica e Histórias de Fantasia".
Outras autores de SF, como Orson Scott Card, tem sido criticados pela comunidade LGBT por suas obras ou opiniões, que têm sido descritas como homofóbicas.
Algumas ficção científica lésbicas são voltadas especificamente para elas, ao invés dos fãs de ficção científica, e publicado pelas pequenas editoras feministas ou de ficção lésbica, tais como Bella Books, Bold Strokes Books, Ylva Publishing, Regal Crest Enterprises, Bedazzled Ink, Intaglio Publications, e Spinsters Ink. Uma notável autora de ficção científica publicada pela imprensa lésbica é Katherine V. Forrest.

## Prêmios de LGBT na ficção especulativa
Uma série de prêmios reconhecem a existência do trabalho de intersecção dos LGBT na ficção especulativa:
- O Gaylactic Spectrum Awards honra obras de ficção científica, fantasia e horror que incluem positivas explorações de temas ou problemas dos personagens gays, lésbicas, bissexuais ou transgêneros. Os prêmios foram instituídos em 1999 e é dado para o melhor romance, conto e outras obras do ano anterior. Obras produzidas antes da premiação são elegíveis para a inserção no Hall da Fama.[241]
- O Lambda Literary Award incluem prêmios de ficção científica, fantasia e horror. Os prêmios foram apresentados pela primeira vez em 1989, com diferentes categorias de ficção especulativa para lésbicas e gays. Em 1993, estas categorias foram reunidas e prêmios combinados e tem sofrido várias alterações de nome desde então. Embora os prêmios são dados com base na qualidade da escrita e temas LGBT, a orientação sexual do autor também é um fator.[242]
- O James Tiptree, Jr. Awards honra obras de ficção científica ou de fantasia, que expandem ou explora a compreensão do gênero.[243] Assim, ele muitas vezes vai para obras que lidam diretamente ou tangencialmente com gays, lésbicas, bissexuais ou transgêneros.[244]
- Golden Crown Literary Society Awards (ou "Goldies") são fornecidos para obras com temas sobre lésbicas ou representações de personagens lésbicas. Os prêmios são atribuídos em diversas categorias, incluindo ficção especulativa (ou "ficção científica/fantasia/horror") e romance paranormal.[245][246]